# Urmitz

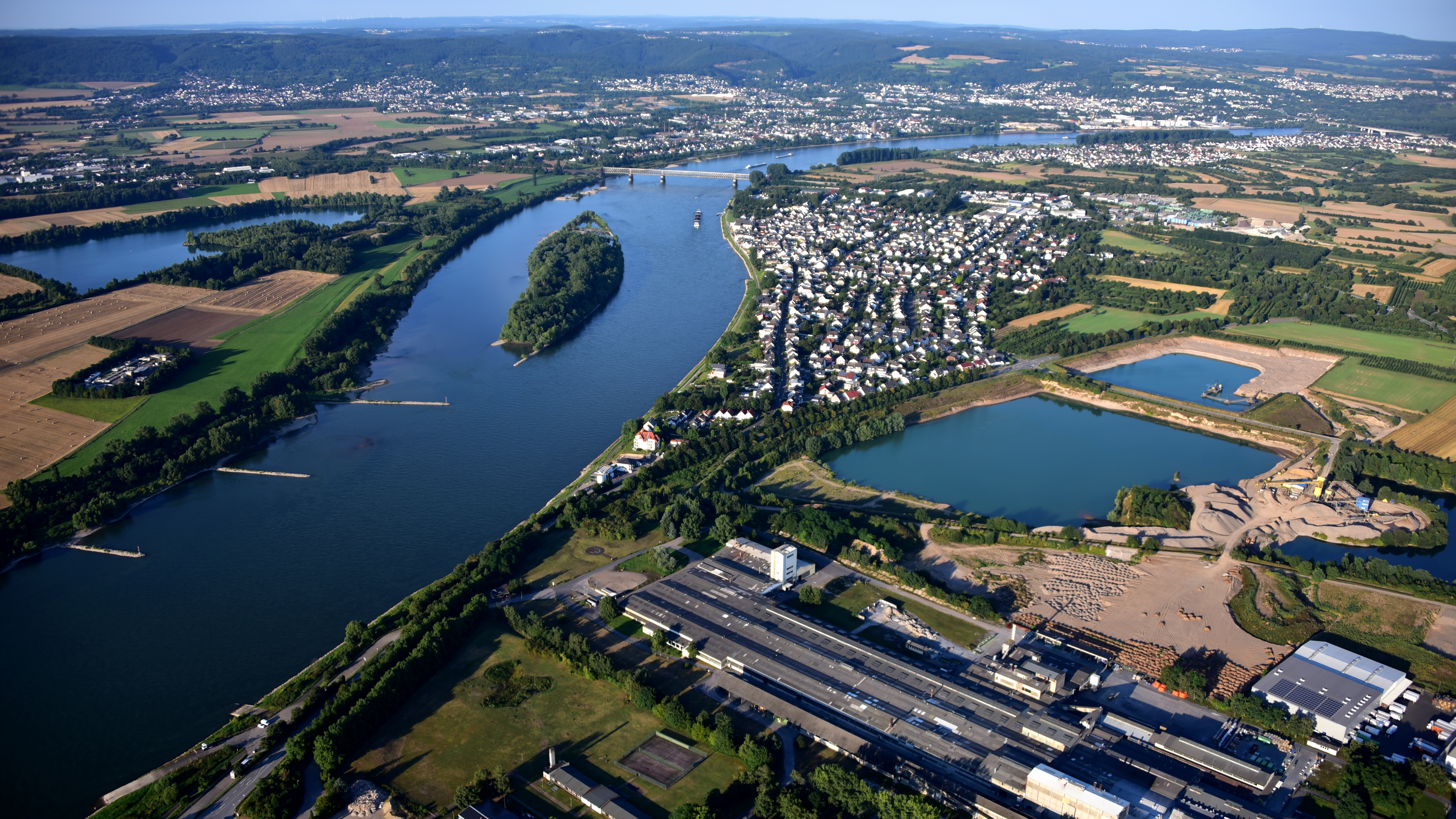
Urmitz, Luftaufnahme (2016)

Urmitz (mundartlich: Örms) ist eine Ortsgemeinde am Rhein im Landkreis Mayen-Koblenz in Rheinland-Pfalz. Sie gehört der Verbandsgemeinde Weißenthurm an.

## Geographische Lage

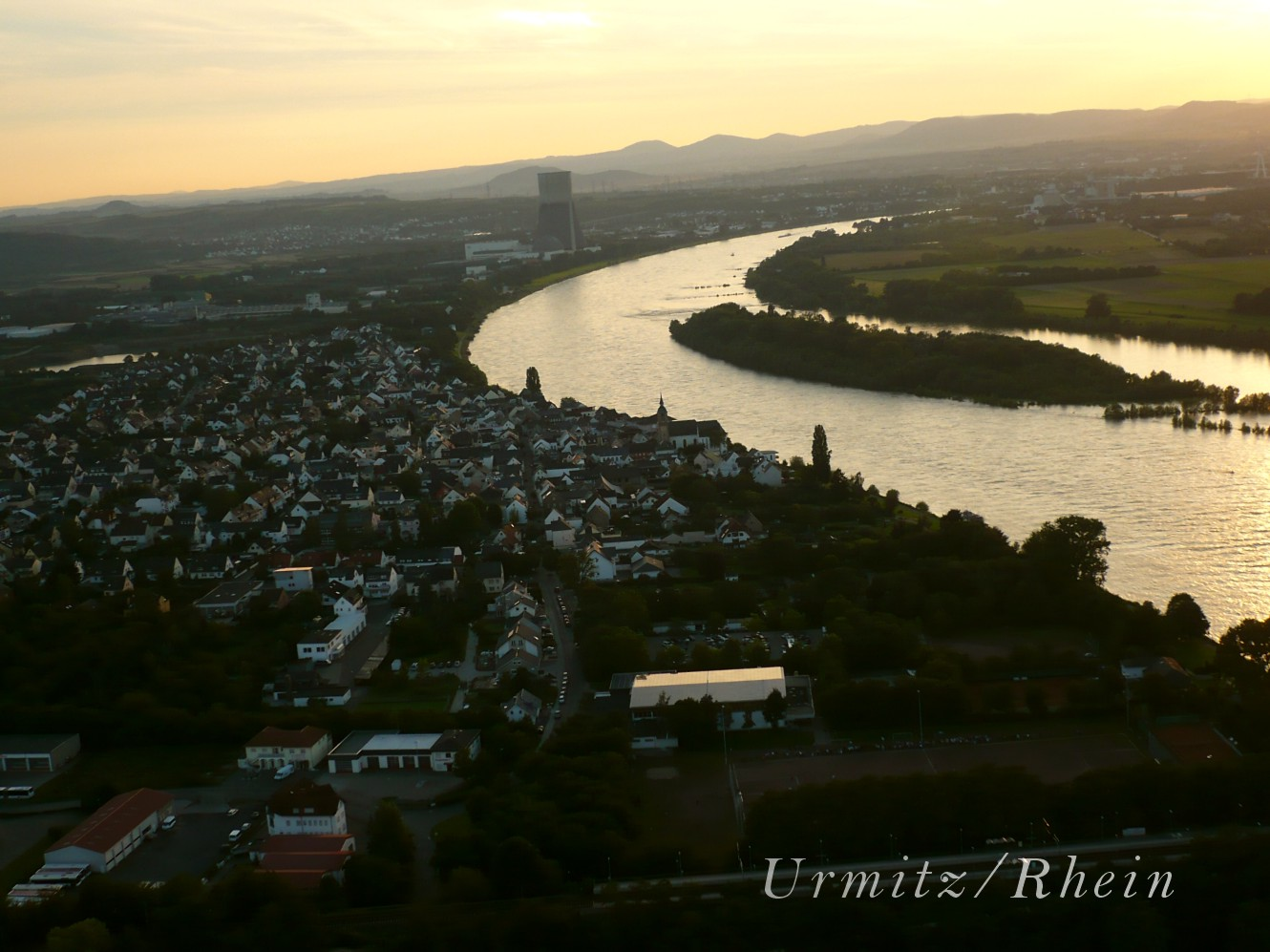
Urmitz mit Urmitzer Werth aus östlicher Richtung gesehen

Die Gemeinde Urmitz liegt unmittelbar am Rhein zwischen Koblenz und Andernach. Im Rhein vor dem Ort liegt die Rheininsel Urmitzer Werth (Vogelschutzgebiet), die allerdings zum Landkreis Neuwied gehört. Im Osten grenzt Urmitz an die ebenfalls im Landkreis Mayen-Koblenz liegende Gemeinde Kaltenengers, im Süden an Mülheim-Kärlich und im Westen an Weißenthurm.
Laut Statistik leben in Urmitz 3.435 Menschen in 1.658 bewohnten Adressen, verteilt auf 53 Straßen. Der Ausländeranteil beträgt 5,9 %. Etwa 70 % der Einwohner gehören der römisch-katholischen, 9,5 % der evangelischen Kirche an. (Stand: August 2010)

## Geschichte
Beim Bimsabbau in der Nähe des Ortes wurde ein etwa 1250 × 800 Meter messendes unterbrochenes Erdwerk der jungneolithischen Michelsberger Kultur entdeckt.
Um 1900 wurden bei Ausgrabungen Pfahlreste einer römischen Brücke gefunden, die mit dem Rheinübergang der Truppen Julius Caesars im Jahr 53 v. Chr. in Zusammenhang gebracht werden, den Cäsar in seinem Werk „De Bello Gallico“ erwähnt. An der Fundstelle Auf’m Bungert wurde 1978 bis 1982 ein römerzeitliches Gräberfeld ausgegraben, das zur Zivilsiedlung einer Militäranlage gehörte. Diese Anlage bestand in spätaugusteisch-frühtiberischer Zeit, also um 10 bis 20 n. Chr. Eine Überfangperle mit zwei Glasschichten, getrennt durch eine dünne Metallfolier weist möglicherweise auf Kontakte zur Krim hin.
Urkundlich wurde das fränkische Königsgut als villa Auromoncio quod est prope litora Rheni fluvii 755 & 757 erstmals erwähnt. Es gelangte durch eine Schenkung Kaiser Heinrichs II. 1022 in den Besitz des Bamberger Domstifts. Später kam der Ort an das Kurfürstentum Trier, bis zu dessen Ende 1794, und nach der napoleonischen Herrschaft 1815 an die preußische Rheinprovinz.
Die Pfarrei des Ortes ist seit 1204 urkundlich belegt. Die heutige St.-Georgs-Kirche stammt aus dem Jahr 1722, das Pfarrhaus aus dem Jahr 1810.

## Politik

### Gemeinderat
Der Gemeinderat in Urmitz besteht aus 20 Ratsmitgliedern, die bei der Kommunalwahl am 9. Juni 2024 in einer personalisierten Verhältniswahl gewählt wurden, und dem ehrenamtlichen Ortsbürgermeister als Vorsitzendem.
Die Sitzverteilung im Gemeinderat:
| Wahl | SPD | CDU | Gesamt   |
| ---- | --- | --- | -------- |
| 2024 | 13  | 7   | 20 Sitze |
| 2019 | 13  | 7   | 20 Sitze |
| 2014 | 12  | 8   | 20 Sitze |
| 2009 | 12  | 8   | 20 Sitze |
| 2004 | 12  | 8   | 20 Sitze |

### Bürgermeister
Ortsbürgermeister von Urmitz ist seit 2009 Norbert Bahl (SPD). Bei der Direktwahl am 9. Juni 2024 wurde er mit einem Stimmenanteil von 81,50 % in seinem Amt bestätigt.

### Wappen
| Wappen von Urmitz | Blasonierung: „In Rot auf einem steigenden, gezäumten, silbernen Ross ein geharnischter, nimbierter, silberner Reiter mit schallerbedecktem Haupt, eine silberne Lanze in einen rücklings rechtsschrägen aufgerichteten geflügelten silbernen Drachen unterhalb der Vorderläufe des Rosses stoßend, dessen Pfeilschwanz um den linken Rosshinterlauf gewunden, zwischen den Pferdeläufen ein Schildchen, darin in Silber ein durchgehendes rotes Balkenkreuz.“ |
| Wappen von Urmitz | Wappenbegründung: Der Reiter ist der drachentötetende hl. Georg, der Schutzpatron der örtlichen Pfarrkirche St. Georg, das Schildchen das Wappen des ehemaligen kurtrierischen Staates, zu dem Urmitz bis zum Ende des 18. Jahrhunderts gehörte. Eine Variante besitzt ein silbernes Schildhaupt, darin in schwarzen Großbuchstaben der Namenszug „URMITZ-RHEIN“.                                                                                              |

### Gemeindepartnerschaften
Urmitz pflegt seit 1981 eine gute Partnerschaft mit der französischen Gemeinde Les Noës-près-Troyes.
Auch besteht seit Jahren eine informelle Freundschaft mit der schottischen Gemeinde Maybole. Die Freundschaft zeigt sich in erster Linie in einem jährlichen Besuch der Dudelsackspieler der Maybole Pipe Band aus der Stadt Maybole (South Ayrshire) zum Karneval in Urmitz und der Teilnahme am Rosenmontagszug.

## Kultur und Sehenswürdigkeiten

### Bauwerke

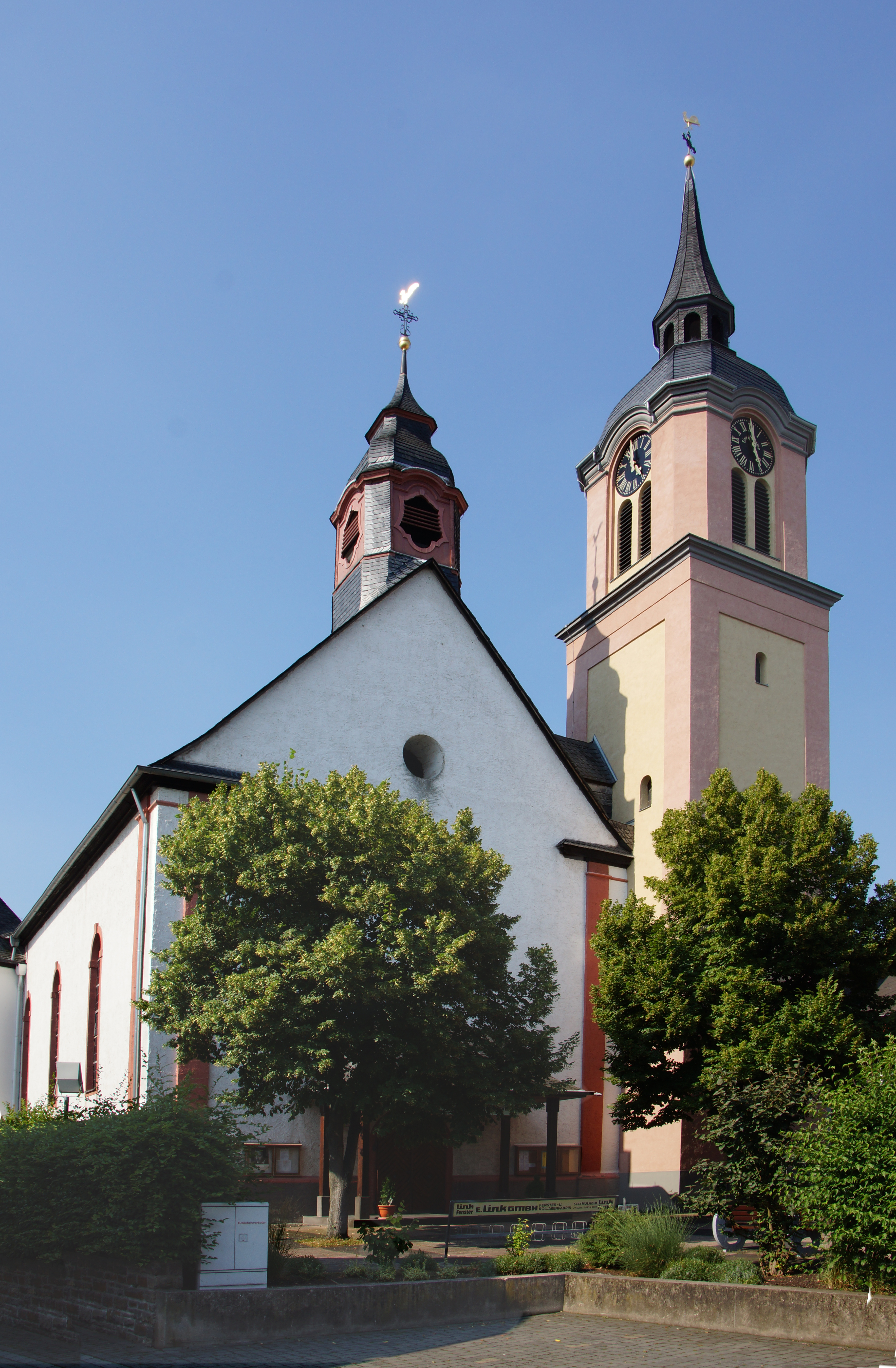
St. Georg

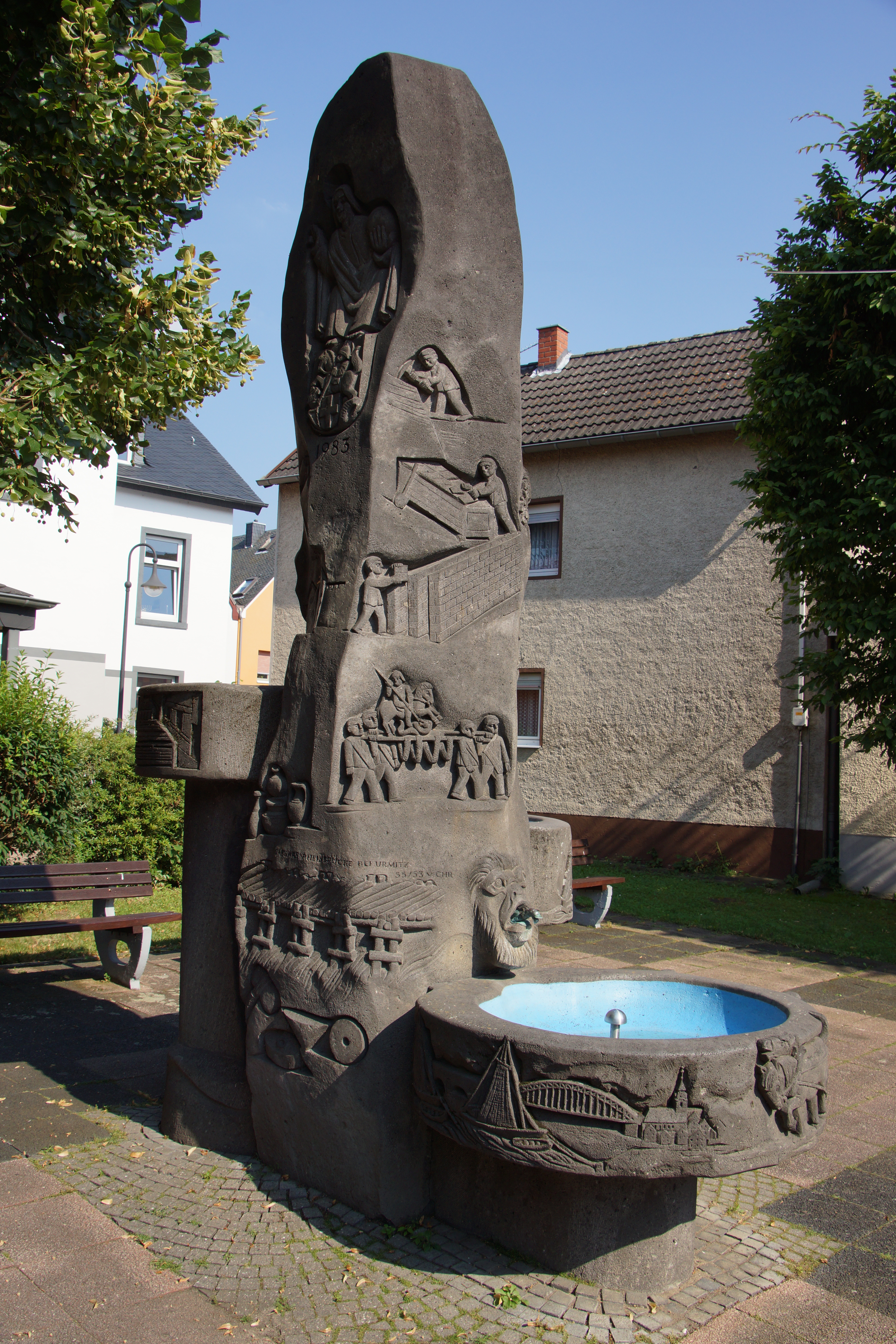
Brunnen

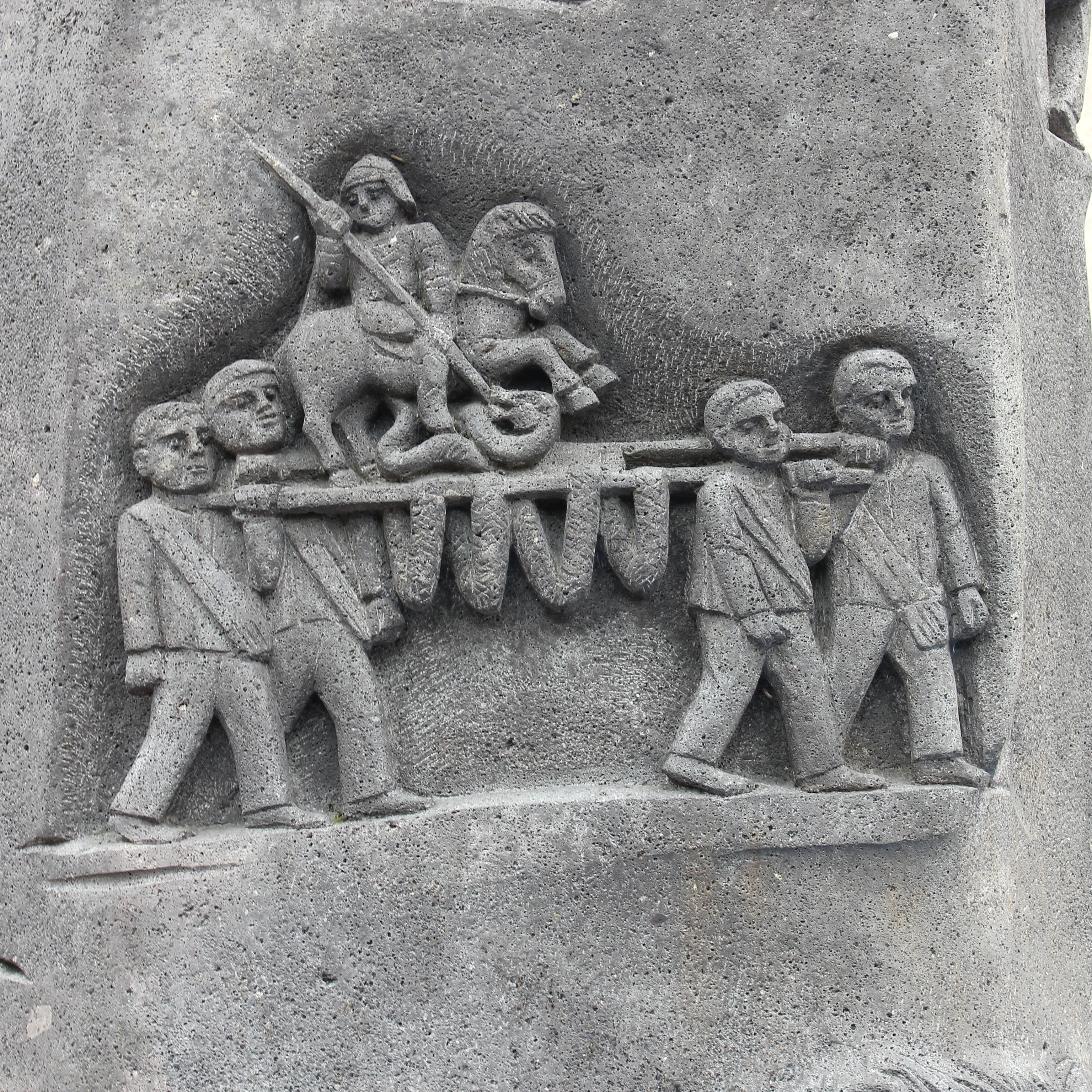
Relief auf dem Brunnen: Die „Schorschjungen“ tragen den Schutzheiligen der Kirche durch den Ort

Die St. Georg geweihte Barockkirche wurde 1772 gebaut, das Pfarrhaus Anfang des 19. Jahrhunderts.
In der Nähe von Urmitz führt die Urmitzer Eisenbahnbrücke, 1918 als sogenannte Kronprinzenbrücke errichtet, über den Rhein. Die Stahlkonstruktion wurde im März 1945 auf dem Rückzug vor dem amerikanischen Vormarsch von der deutschen Wehrmacht gesprengt. Nach dem Krieg wurde die Brücke wieder neu errichtet.

### Vereinsleben
Ansässige Vereine sind der Junggesellenverein 1872, der DPSG Stamm St. Georg, der Spielmannszug 1955, der Obst- und Gartenbauverein, der Musikverein, der Möhnen-Club, der Männerchor 1887, der Kraftfahrerverein 1953, die Kolpingsfamilie St. Georg, der Kirchenchor Cäcilia 1712, die Karnevalsgesellschaft Grün-Weiß, der Kaninchenzuchtverein, der Deutsch-Französische Freundschaftskreis Urmitz/Les Noes, die Katholische Frauengemeinschaft St. Georg, der Frauenchor „Rheinperle“ 1972, der Arbeiterwohlfahrt-Ortsverein Urmitz, der Angler-Club „Geduld“, der Radsportclub RSC „Rückenwind“, der VdK-Ortsverband, der Örmser Museumsverein, der DRK Ortsverband, ATA Sport, die Freiwillige Feuerwehr und der Sportverein Urmitz 1913/1970.

### Tradition
Jährlich findet am Sonntag nach dem St.-Georgs-Tag (23. April) die Kirmes statt. Diese Tradition geht bis ins 17. Jahrhundert zurück, die erste weltliche Kirmes gab es gegen Ende des 19. Jahrhunderts. Die Kirmes wird zu Ehren des Ortspatrons St. Georg von dem „Junggesellenverein 1872 Urmitz“ veranstaltet. Neben dem Junggesellenverein sind auch jeweils zwei Jahrgänge mit der Kirmes verbunden. Der „Schorschjahrgang“ sowie der „Schießjahrgang“ sind zwei aufeinanderfolgende Jahrgänge, die während der Kirmes verschiedene Aufgaben übernehmen. Durchschnittlich sind die Personen dieser Jahrgänge 18–21 Jahre alt. Die Aufgabe des „Schorschjahrgangs“ ist im Wesentlichen das Tragen der St.-Georgs-Figur in der am Kirmessonntag stattfindenden Prozession. Der „Schießjahrgang“ baut die Eierkrone mit Motto, organisiert die Tombola und schießt zu verschiedenen Zeiten mit den „Katzenköpp“ genannten Böllern. Neben der St.-Georgs-Figur, die während der kirchlichen Prozession getragen wird, gibt es seit 1920 auch einen Kirmesbaum, der seit 1945 mit einer jährlich neuen und einzigartigen Eierkrone geschmückt wird. Auch das Schießen mit den „Katzenköpp“ ist seit den 1920er Jahren Tradition.

### Sport
In Urmitz gibt es einen Sportverein, den SV Urmitz 1913/1970 e. V. Der SV Urmitz ist der Zusammenschluss der beiden Sportvereine FC und TV Urmitz. In 12 Abteilungen werden die Sportarten Boule, Cheerleading, Fitness, Fußball, Gymnastik/Tanz, Handball, Judo, Leichtathletik, Schach, Tennis, Tischtennis und Volleyball angeboten.
Der Handball hat eine lange Tradition und ist seit Langem in den oberen Ligen vertreten. Urmitz spielte viele Jahre in der Oberliga und zeitweise in der Regionalliga. Vor der Saison 2007/08 fusionierte die Handballabteilung des SV Urmitz mit der des TV Vallendar und spielte bis zur Saison 2008/09 unter dem Namen UVS Rheintal (UVS = Urmitz Vallendarer Spielgemeinschaft) in der RPS-Oberliga. Vor der Saison 2009/2010 trennte sich die Spielgemeinschaft. Unter dem alten und neuen Namen SV Urmitz spielte die Mannschaft nach der Trennung in der Rheinlandliga.
Eine weitere große Tradition hat das Judo in Urmitz. Der bekannteste Judoka ist Stefan Dott, der u. a. bei den Olympischen Spielen startete. Zeitweise kämpften die Urmitzer Judoka in der Regionalliga, zuletzt als Kampfgemeinschaft mit Neuwied. Seit mehreren Jahren steht aber der Breitensport im Vordergrund. Auch hier gibt es viele Erfolge, vor allem im Jugendbereich.
Seit 1981 ist in Urmitz die türkischstämmige Fußballmannschaft von Ata Urmitz beheimatet. Sie spielt in der Bezirksliga Mitte und erzielte einige Erfolge, darunter die dreimalige Kreismeisterschaft in der C-Klasse, B-Klasse und zwei Kreispokalendspielteilnahmen. Diese und andere Sportarten werden bevorzugt in der Peter-Häring-Halle betrieben. Außerdem sind noch eine Bouleanlage und eine Tennisanlage vorhanden. Seit Sommer 2011 verfügt die Gemeinde über einen modernen Kunstrasenplatz mit Tartanlaufbahn.

### Jugendarbeit
Die Jugendarbeit in Urmitz wird hauptsächlich durch das Verbandsgemeinde-Jugendprojekt „That’s it“ geführt, das für die Jugendarbeit in allen Gemeinden der Verbandsgemeinde Weißenthurm verantwortlich ist.
Es gibt in Urmitz einige Einrichtungen für Jugendliche und Kinder. Dazu gehören drei Kinderspielplätze für verschiedene Altersstufen, eine Cage-Soccer-Anlage (runder Fußballkäfig) am Sportzentrum und der Örmser-Ring mit vielen Spielgeräten und einer Dirt-Bike-Strecke.
In der Grundschule St. Georg befindet sich der im Dezember 2013 neu eingerichtete Kinder- und Jugendtreff mit Internetcafé, der gerne als Anlaufpunkt genutzt wird.
Andere Jugendgemeinschaften sind zum Beispiel die St.-Georg-Pfadfinder, die sich einer großen Beliebtheit erfreuen und jedes Jahr an vielen sozialen und gemeinnützigen Aktionen teilnehmen.

## Wirtschaft und Infrastruktur

### Wirtschaft
Ursprünglich war Urmitz landwirtschaftlich geprägt. Begünstigt durch seine Lage in unmittelbarer Nähe zu den Gewerbegebieten der Städte Koblenz, Mülheim-Kärlich, Weißenthurm, Andernach und Neuwied hat sich auch in Urmitz Gewerbe angesiedelt. Am Rand des Mülheim-Kärlicher Gewerbegebiets liegt das Industriegebiet Rudolf-Diesel-Straße der Gemeinde Urmitz, in dem sich in den vergangenen Jahren vermehrt Industrie- und Gewerbeunternehmen niederließen.
Im Ortskern gibt es trotz der Nähe zum Gewerbegebiet Mülheim-Kärlich alle notwendigen Einkaufsmöglichkeiten: mehrere Lebensmittelgeschäfte, Poststelle, Apotheke, Ärzte, Bank- und Versicherungsniederlassungen, Frisöre und Gastronomiebetriebe.

### Verkehr

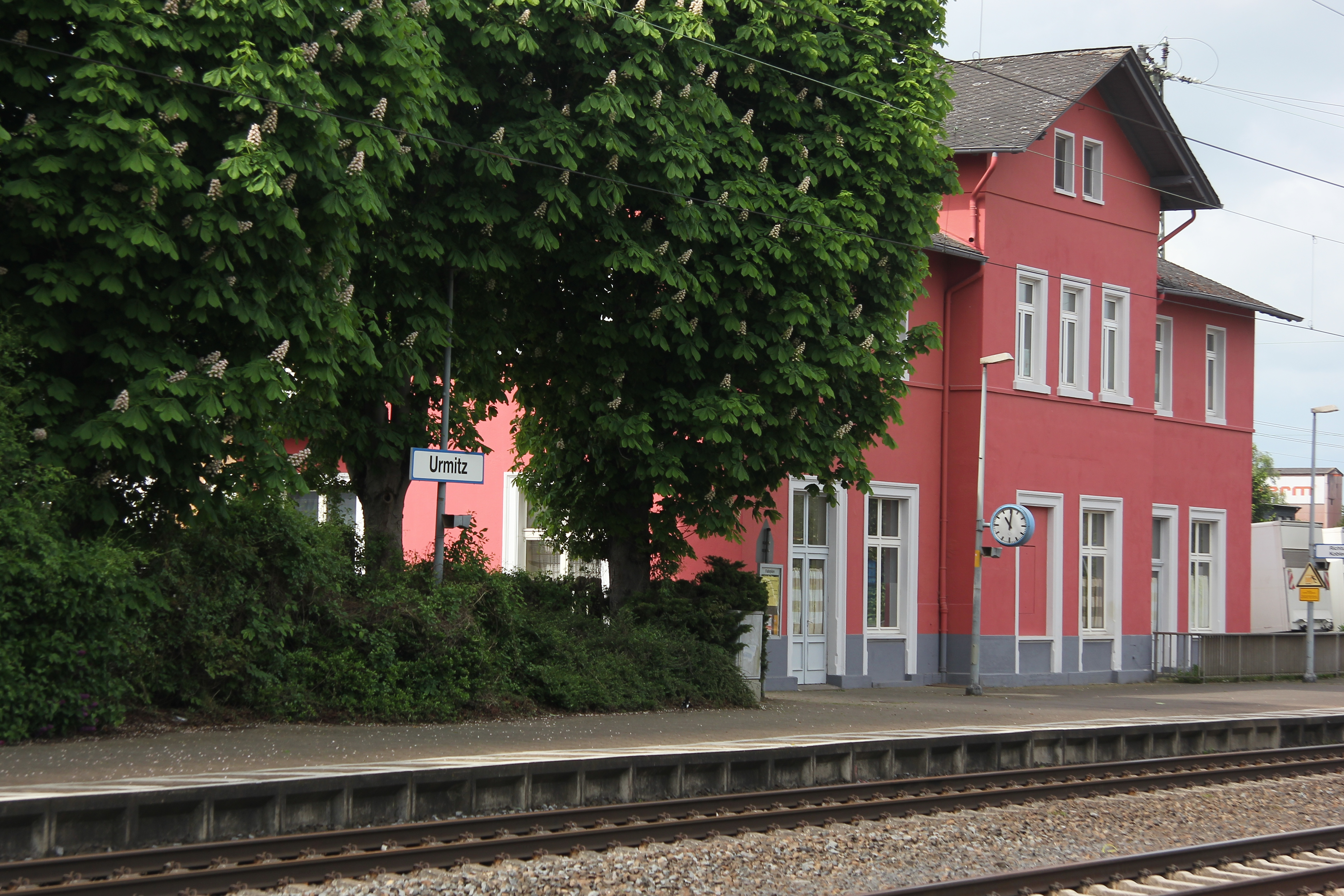
Bahnhof Urmitz (RB23 und RB26)

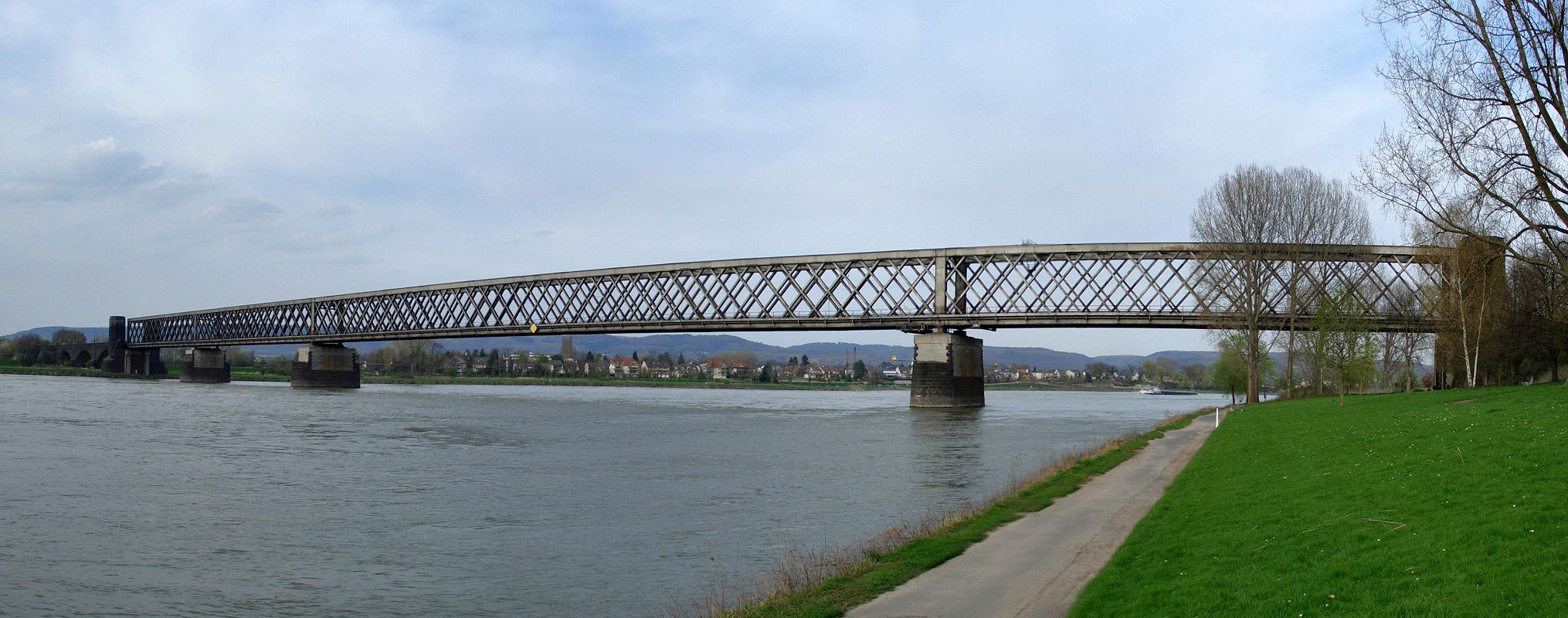
Urmitzer Eisenbahnbrücke

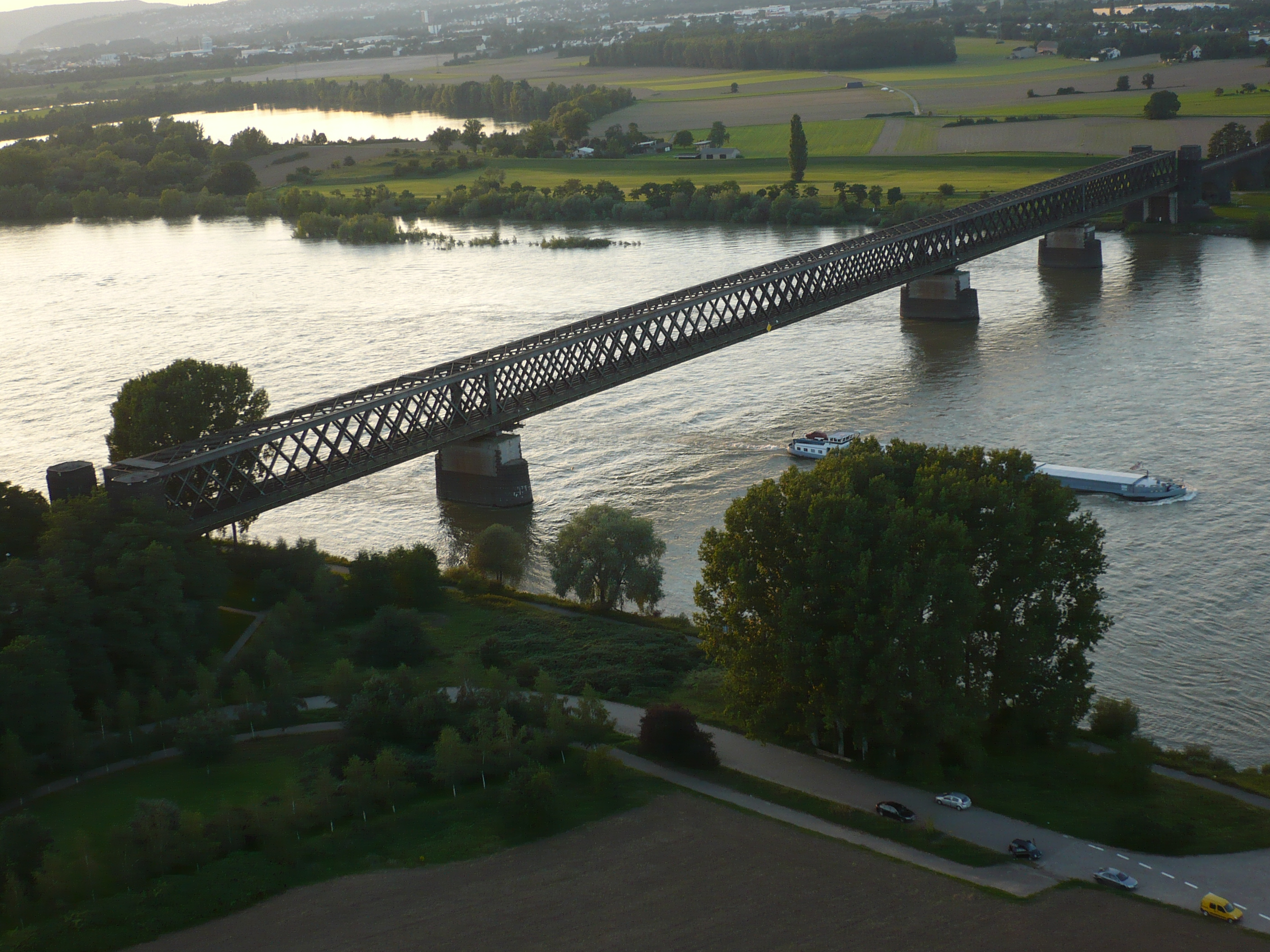
Eisenbahnbrücke Urmitz/Rhein

Urmitz liegt an der B 9 in der Nähe von Koblenz.
Es gibt zwei Bahnhaltepunkte, an denen ausschließlich Nahverkehrszüge halten.
Zum einen besteht der auf Mülheimer Gemarkung liegende Bahnhof Mülheim-Kärlich an der linken Rheinstrecke, der stündlich durch die Mittelrheinbahn RB 26 (Köln – Remagen – Koblenz – Bingen – Mainz) sowie der Lahn-Eifel-Bahn RB 23 (Mayen – Andernach – Koblenz – Bad Ems – Limburg) bedient wird.
Zum anderen existiert der Haltepunkt Urmitz Rheinbrücke an der Strecke Neuwied–Koblenz. Dieser Haltepunkt wurde am 15. September 1935 in Betrieb genommen. Als 1945 die Kronprinz-Wilhelm-Brücke von den zurückziehenden deutschen Truppen zerstört wurde, kam auch der Bahnverkehr an diesem Haltepunkt zum Erliegen. Erst zwischen 1952 und 1954 wurde die Brücke unter dem Namen Urmitzer Eisenbahnbrücke wieder aufgebaut. Zwischen 1987 und 2006 war der Haltepunkt erneut geschlossen. Seit der Wiedereröffnung wird er stündlich über die rechtsrheinische Bahnstrecke angefahren und von der Regionalexpress-Linie RE 8 bedient.
| Linie | Verlauf | Takt   | Betreiber |
| ----- | --- | ------ | --------- |
| RE 8  | Rhein-Erft-Express: (Mönchengladbach Hbf – Rheydt Hbf – Rheydt-Odenkirchen – Hochneukirch – Jüchen – Grevenbroich –)* Rommerskirchen – Stommeln – Pulheim – Köln-Ehrenfeld – Köln Hbf – Köln Messe/Deutz – Porz (Rhein) – Troisdorf – Friedrich-Wilhelms-Hütte – Menden (Rheinl) – Bonn-Beuel – Bonn-Oberkassel – Niederdollendorf – Königswinter – Rhöndorf – Bad Honnef (Rhein) – Unkel – Linz (Rhein) – Bad Hönningen – Rheinbrohl – Neuwied – Urmitz Rheinbrücke – Koblenz-Lützel – Koblenz Stadtmitte – Koblenz Hbf * nur werktags Stand: Fahrplanwechsel Dezember 2023 | 60 min | DB Regio  |

## Tourismus
Im Jahr 2011 wurde in der Gemeinde Urmitz ein Wohnmobilstellplatz eingeweiht. Die 24 Stellplätze liegen in einem Halbrund am Rhein.

## Persönlichkeiten
- Adam Schäfer (1877–1941), deutscher Diözesanpriester
- Nikolaus M. Häring (1909–1982), Theologe
- Hermann Hoffend[9] (geb. 2. September 1950), Weltmeister im Bodybuilding
- Stefan Dott (* 1969), Europameister im Judo